# تویگار اشیکلی
تویگار اشیکلی (به ترکی استانبولی: Toygar Işıklı؛ زادهٔ ۱۶ مارس ۱۹۷۴) آهنگساز، تهیه‌کننده موسیقی و خواننده ترکیه‌ای است.

## زندگی
وی از دبیرستان گولجوک بارباروس هایرتین فارغ‌التحصیل‌شد. سپس به استانبول نقل مکان کرد و برنامه اصلی کارشناسی ارشد مطالعات صوتی خود را در دانشگاه مارمارا گذراند. وی مدرک فوق لیسانس خود را در رشته کارشناسی ارشد آهنگسازی از دانشگاه فنی MIAM استانبول (مرکز مطالعات پیشرفته موسیقی) دریافت‌کرد. در حال حاضر، وی دارای مدرک تحصیلات تکمیلی خود در رشته موسیقی‌شناسی و تئوری موسیقی در دانشگاه فنی استانبول است. تویگار ایشیکلی همچنین در کالج موسیقی برکلی در زمینه موسیقی فیلم تحصیل‌کرد. وی در طول تحصیلاتش شانس همکاری با آهنگسازان و دانشگاهیان مشهور مانند حسن اوچارسو، کامران اینجه، پیتر اسنپر، دیوید اسبون، شهوار بشیراغلو و نایل یاووزاغلو را برای تحقیق و کار در زمینه جاز، موسیقی قرن بیستم، موسیقی ترکی کلاسیک و کلاسیک موسیقی غربی پیداکرد.
وی در سال ۲۰۰۷ در ۵مین آلبوم خود، صدای خیابان عضو گروه لنز بود.

## موسیقی‌های فیلم
| سال  | عنوان                   |
| ---- | ----------------------- |
| ۲۰۰۵ | مشتق                    |
| ۲۰۱۱ | روزهای خوبی خواهیم دید  |
| ۲۰۱۳ | محمود و مریم            |
| ۲۰۱۴ | یک رابطه کوچک سپتامبر   |
| ۲۰۱۷ | عشق بی‌پایان             |
| ۲۰۱۷ | محله (Inside)           |
| ۲۰۱۷ | مهمان                   |
| ۲۰۱۷ | ارباب مرغ دریایی        |
| ۲۰۱۷ | تلخ شیرین ترش           |
| ۲۰۱۸ | جان فدا                 |
| ۲۰۱۸ | باشگاه بازندگان در جاده |
| ۲۰۱۸ | قهرمان برای ما          |
| ۲۰۱۹ | آرما ۱:حمله مسلحانه     |
| ۲۰۲۰ | آرما ۲                  |

## موسیقی متن مجموعه‌های تلویزیونی
| سال       | عنوان                     |
| --------- | ------------------------- |
| ۲۰۰۴      | پیاده‌روی شبانه            |
| ۲۰۰۴      | چشم بلبل                  |
| ۲۰۰۶–۲۰۱۰ | سقوط برگ                  |
| ۲۰۰۶      | بال شکسته                 |
| ۲۰۰۷      | زندانی                    |
| ۲۰۰۷      | دامن گمشده                |
| ۲۰۰۷–۲۰۰۹ | از بوسه تا عشق            |
| ۲۰۰۷–۲۰۰۸ | منکشه و هلیل              |
| ۲۰۰۸–۲۰۱۰ | عشق ممنوع                 |
| ۲۰۰۹–۲۰۱۱ | ایزل                      |
| ۲۰۰۹–۲۰۱۰ | راه شیری                  |
| ۲۰۱۰      | کاخ دیوانه                |
| ۲۰۱۰–۲۰۱۲ | فاطما گل                  |
| ۲۰۱۱–۲۰۱۳ | کوزی گونی                 |
| ۲۰۱۱–۲۰۱۲ | عزیزم                     |
| ۲۰۱۲      | پایان                     |
| ۲۰۱۲–۲۰۱۵ | کارادایی                  |
| ۲۰۱۳      | ۲۰ دقیقه                  |
| ۲۰۱۳–۲۰۱۵ | جزر و مد                  |
| ۲۰۱۴      | سعید و شورا               |
| ۲۰۱۴–۲۰۱۵ | عشق پول سیاه              |
| ۲۰۱۵      | پنج برادر                 |
| ۲۰۱۵      | مادران و مامان            |
| ۲۰۱۵–۲۰۱۷ | عشق سیاه                  |
| ۲۰۱۶      | به من بگو عشق             |
| ۲۰۱۶–۲۰۱۷ | نفوذی                     |
| ۲۰۱۶–۲۰۱۷ | شجاع و زیبا               |
| ۲۰۱۶      | این شهر پشت سرت خواهد آمد |
| ۲۰۱۷      | رو در رو                  |
| ٢٠٢١-۲۰۱۷ | گودال                     |
| ۲۰۱۸      | فالکون کرست               |
| ۲۰۱۸      | روز هشتم                  |
| ۲۰۱۹      | تصادف                     |
| ۲۰۱۸–۲۰۱۹ | کلاغ                      |
| ۲۰۱۹      | تصادف                     |
| ۲۰۲۰      | بابل                      |
| ۲۰۲۰      | شعله‌ور                    |
| ۲۰۲۱      | کامیون قرمز               |
| -۲۰۲۱     | سه سکه                    |
| ۲۰۲۱-۲۰۲۴ | قضاوت                     |
| ۲۰۲۲      | اشفته                     |

## کارهای دیگر
| سال  | عنوان                                 |
| ---- | ------------------------------------- |
| ۲۰۰۵ | رنگاهنگ (برنامه فرهنگ و هنر)          |
| ۲۰۰۵ | ۲۱ (برنامه فرهنگ و هنر)               |
| ۲۰۰۷ | زنان و مردان (برنامه نمایش تلویزیونی) |
| ۲۰۰۸ | آشیک ویسل "دنیای کوچک من" (مستند)     |
| ۲۰۰۹ | مثلث عشقی                             |
| ۲۰۰۹ | مخملی دختر مبارزه                     |
| ۲۰۰۹ | خداحافظ گوزین                         |